# Johan Halmrast
Johan Halmrast (Fåberg, Lillehammer, 2 februari 1866 – Christiania, 22 november 1912) was een Noors journalist, liederen- en romanschrijver. In Noorwegen is hij voornamelijk bekend geraakt door enkele psalmenteksten.

## Achtergrond
Johan Markus Halmrast werd geboren binnen het gezin van een vermogend zakenman/houthandelaar, Andreas Gudbrandsen Halmrast (1825-16 juli 1917) en Hulda Johannesen (1844- 12 december 1905). Er waren vijf kinderen:
- Gudmund Andreas Halmrast (geboren 17 januari 1864)
- Johan Halmrast
- Helene Marthine Halmrast (1868-1889[1])
- Gunhild Halmrast (geboren in 1871-)
- Mads Trygve Halmrast (14 augustus 1874-21 oktober 1919[2], eveneens houthandelaar)[3]

Toen hij twaalf jaar oud was, ging zijn vader failliet en kon hij verder geen opleiding meer volgen. Hij leerde zichzelf echter Engels en Duits. Hij was vrij ziekelijk aangelegd, relatief klein en had waarschijnlijk een bochel. Ook zijn handen waren enigszins vervormd. Hij gaf veel werk uit, maar werd er nauwelijks vermogender door. Hij stierf in armoede. Bij zijn begrafenis waren alleen zijn vader, een broer Trygve Halmrast en vier mensen van het Noorse Leger des Heils aanwezig. Pas in 1966 werd dat graf voorzien van een gedenkteken, refererend aan de viering van zijn 100ste geboortedag. Het geld werd bijeengebracht door christelijke leden binnen de Noorse pers. Na zijn dood werden op zijn zolder nog tal van manuscripten gevonden, ze werden ongelezen verbrand.

## Werk
Van zijn hand verschenen circa dertig romans, waarvan in Noorwegen Fabrikgutten uit 1895 een (relatieve) bestseller werd (in 1966 kwam een vierde druk uit). Het ging daarbij om verhalen uit Oslo, dan Christiania. Ze verschenen eerst in pamfletvorm, voordat er tot druk kon worden overgegaan. Voor wat betreft muziek verscheen van zijn hand de Paaspsalm Å, salige sund uten like en Hen over jorden et pilgrimstog, die onderdeel zijn van het Norsk salmebok (2013). Zijn werken waren destijds zeer populair. Hij werd nog vermeld in het satirische blad Bør Børson in 1920 van Johan Falkberget.
Rond 1888 kwam van zijn hand Tre vårsange (Deilige vår, Våraften en I vårnattens drømme) voor zangstem en piano uit bij Warmuth Musikforlag. in de Aftenposten van 16 december 1905 schreef hij een gedicht over het overlijden van zijn moeder.
- Bibsys: 90523443
- International Standard Name Identifier: 0000 0003 6177 4598
- Virtual International Authority File: 224655141